# Manohar Lal Khattar

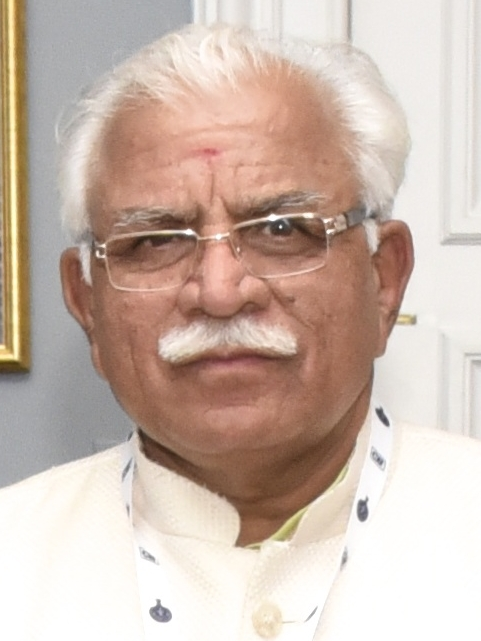
Manohar Lal Khattar (2015)

Manohar Lal Khattar (Hindi मनोहर लाल खट्टर, Panjabi ਮਨੋਹਰ ਲਾਲ ਖਟਰ, * 5. Mai 1954 in Nidana, Distrikt Rohtak, damals Punjab, heute Haryana, Indien) ist ein indischer Politiker. Vom 26. Oktober 2014 bis 12. März 2024 war er Chief Minister des indischen Bundesstaates Haryana. Seit dem 9. Juni 2024 amtiert er als Minister für Energie, Wohnungsbau und städtische Angelegenheiten im Kabinett Modi III.

## Biografie
Manohar Lal Khattar wurde in einem kleinen Dorf im Osten des damaligen indischen Bundesstaates Punjab geboren. Er entstammt einer Panjabi-sprechenden Hindu-Familie aus der Khatri-Kaste, die nach der Teilung Indiens aus dem heute zu Pakistan gehörenden westlichen Teil des Punjab nach Indien geflohen waren. Sein Vater war ein einfacher Landarbeiter, der nebenher noch ein kleines Geschäft betrieb. Khattar besuchte das Pandit Neki Ram Sharma Government College in Rohtak und war der erste in seiner Familie, der eine höhere Schulbildung erhielt. Für kurze Zeit trug er sich mit dem Gedanken, Medizin zu studieren und Arzt zu werden, und zog zu Verwandten nach Delhi, um entsprechende Vorbereitungskurse für die Aufnahmeprüfungen zu besuchen. Er ließ den Plan jedoch wieder fallen, weil ihn die langjährige Ausbildungszeit abschreckte. Stattdessen stieg er in das Bekleidungsgeschäft ein, zunächst bei seinen Verwandten in Delhi und dann später als selbständiger Händler.
Khattar schloss sich 1977 der hindu-nationalistischen Kaderorganisation Rashtriya Swayamsevak Sangh (RSS) an. Drei Jahre später, 1980, verpflichtete er sich zum Vollzeit-Dienst im RSS als pracharak („Arbeiter“), was praktisch die Aufgabe seines bisherigen Berufs bedeutete. Nach 14 Jahren Dienst im RSS wurde er 1994 RSS-Generalsekretär in Haryana. Im selben Jahr schloss er sich der Bharatiya Janata Party (BJP) an. Von 2000 bis 2014 war er Generalsekretär der BJP in Haryana und Vorsitzender des BJP-Wahlkomitees bei der Wahl zur Lok Sabha 2014. Bei der Parlamentswahl in Haryana 2014 gewann Khattar den Wahlkreis 21-Karnal mit 82.485 Stimmen gegenüber 18.712 Stimmen für den zweitplatzierten unabhängigen Kandidaten. Dies war seine erste Bewerbung für ein öffentliches Amt bei einer Wahl. Die BJP gewann bei dieser Wahl 33,2 % der Stimmen und 47 von 90 Wahlkreisen. Anschließend wurde Khattar zum Chief Minister an der Spitze einer BJP-Alleinregierung gewählt.
Manohar Lal Khattar wird eine besondere Verbundenheit mit dem Premierminister Narendra Modi, der ebenfalls langjähriges RSS-Mitglied ist, nachgesagt. Er arbeitet seit etwa 20 Jahren mit Modi zusammen und hat mit diesem mehrere Wahlkämpfe gemeinsam bestritten. Khattar war der erste Chief Minister in Haryana seit 18 Jahren, der nicht der einflussreichen Jat-Gemeinschaft angehörte.
Bei der Parlamentswahl in Haryana 2019 musste die BJP Verluste hinnehmen. Mit 36,5 % der Wählerstimmen gewann sie 40 der 90 Wahlkreismandate. Danach bildete sich eine Koalitionsregierung aus BJP und der 2018 neu gegründeten Jannayak Janta Party (JJP) unter Manohar Lal Khattar als Chief Minister. Diese Koalitionsregierung zerstritt sich im Vorfeld der gesamtindischen Wahl 2024, so dass Khattar am 12. März 2024 vom Amt des Chief Ministers zurücktrat und durch Nayab Singh Saini (BJP) ersetzt wurde.
Am 9. Juni 2024 wurde Khattar als Minister für Energie, Wohnungsbau und städtische Angelegenheiten im Kabinett Modi III vereidigt. Er war zuvor im Wahlkreis Karnal in die Lok Sabha gewählt worden.

## Politische Standpunkte und Kontroversen
In einigen indischen Presseorganen wurde Khattar für strittige oder konservative Äußerungen kritisiert. So forderte er beispielsweise angesichts der öffentlichen Diskussionen über häufigere Vergewaltigungen junge Frauen auf, sich gemäß der indischen Traditionen „anständig“ („decent“) zu kleiden um nicht in unangemessener Weise die Blicke der Männer auf sich zu lenken. Diese kurzen Kleidungsstücke seien „ein westlicher Einfluss“. Männer und Frauen, die vorehelichen Geschlechtsverkehr praktizierten, seien „nicht auf dem rechten Weg“ („not on the right track“). Auf der anderen Seite setzte sich seine Regierung in Haryana erklärtermaßen auch die Stärkung der Rolle der Frauen zum Ziel. Als Erfolg wurde gewertet, dass sich das Geschlechterverhältnis bei Neugeborenen (weiblich/männlich – ein Indikator, bei dem Haryana beim landesweiten Zensus 2011 den letzten Platz unter allen indischen Bundesstaaten belegte) zwischen 2014 und 2016 von 846 zu 1.000 auf 889 zu 1.000 verbesserte.
Eine andere kontroverse Äußerung betraf die Unabhängigkeit des Obersten Gerichts, als Khattar vorschlug, dass die personelle Zusammensetzung desselben geändert werden müsse. Von Kritikern wurde ihm auch sein energisches Vorgehen gegen Bauernunruhen aufgrund des 2020 Indian agriculture acts, der die Preise für Agrarprodukte liberalisieren sollte, vorgeworfen.
Als Chief Minister war Khattar die Digitalisierung der Verwaltung ein Anliegen (beispielsweise in Form der Einführung von Familien- und Eigentumsausweisen sowie der Einführung elektronischer Ausschreibungen für die Vergabe von Entwicklungsprojekten).

## Persönliches
Manohar Lal Khattar ist unverheiratet und pflegt einen einfachen, frugalen Lebensstil. Er steht im Ruf, frei von Korruption und Nepotismus zu sein.